# Сінозавод
Сінозавод (біл. Сеназавод) — станція Гомельського відділення Білоруської залізниці в Речицькому районі Гомельської області. Розташована в селі Сянная; на лінії Гомель — Калинковичі, між зупинним пунктом Копань і станцією Речиця.